# Gutach (Selva Negra)
Gutach es un municipio en el valle del Gutach en el distrito de Ortenau en la Selva Negra Central en Baden-Wurtemberg, Alemania, aproximadamente 40 km al sureste de Offenburg.

## Historia

### Colonia de pintores de Gutach
Ya en la primera mitad del siglo XIX artistas, sobre todo pintores, vinieron a Gutach. Sus obras son dedicadas al paisaje de la selva negra, las casas rústicas características y a los trajes regionales y el sombrero de pompones. El pintor Wilhelm Hasemann es el más conocido representante de la colonia de pintores de Gutach (en alemán: Gutacher Malerkolonie).

## Puntos de interés

### Museos
- Museo al aire libre Vogtsbauernhof
- Museo de Arte Hasemann-Liebich[4]